# اچ‌ام‌اس هاوک (۱۸۹۳)
اچ‌ام‌اس هاوک (۱۸۹۳) (به انگلیسی: HMS Havock (1893)) یک کشتی بود که طول آن ۱۸۵ فوت (۵۶٫۴ متر) بود. این کشتی در سال ۱۸۹۳ ساخته شد.